# Piula de Nicholson
La piula de Nicholson (Anthus nicholsoni) és un ocell de la família dels motacíl·lids (Motacillidae).

## Hàbitat i distribució
Habita praderies obertes i vessants rocoses, a les muntanyes del sud-oest d'Angola, oest, sud i nord-oest de Namíbia, Sud-àfrica i sud-est de Botswana.

## Taxonomia
Considerat sovint un grup subespecífic de la piula becllarga (Anthus similis), avui és considerat una espècie de ple dret arran els treballs de Pietersen et al. 2018